# Alaraz (kommunhuvudort)
Alaraz är en kommunhuvudort i Spanien.   Den ligger i provinsen Provincia de Salamanca och regionen Kastilien och Leon, i den centrala delen av landet, 140 km väster om huvudstaden Madrid. Alaraz ligger 884 meter över havet och antalet invånare är 610.
Terrängen runt Alaraz är lite kuperad. Runt Alaraz är det mycket glesbefolkat, med 3 invånare per kvadratkilometer. Närmaste större samhälle är Peñaranda de Bracamonte, 18,4 km norr om Alaraz. Trakten runt Alaraz består i huvudsak av gräsmarker.